# Christoph Brüx
Christoph Brüx (ur. 13 grudnia 1965 w Sonsbeck) – niemiecki muzyk, kompozytor, producent muzyczny, rzeźbiarz i malarz.
Komponował muzykę dla takich m.in, artystów jak No Angels, Matthias Reim, Brooklyn Bounce i The Underdog Project. Jest również autorem muzyki filmowej.

## Życiorys
Do 1985 roku Christoph Brüx uczęszczał do Walter-Bader-Realschule i Städtisches Stiftsgymnasium w Xanten Jako dziecko rozpoczął naukę gry na pianinie. Ukończył uczelnię muzyczną.
Obecnie mieszka i pracuje w Hamburgu.

## Wybrane projekty

### Rzeźby i obrazy

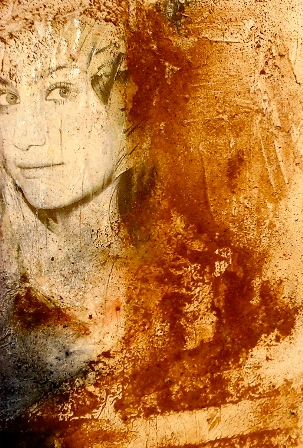
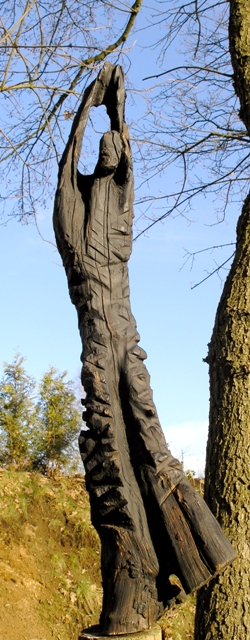
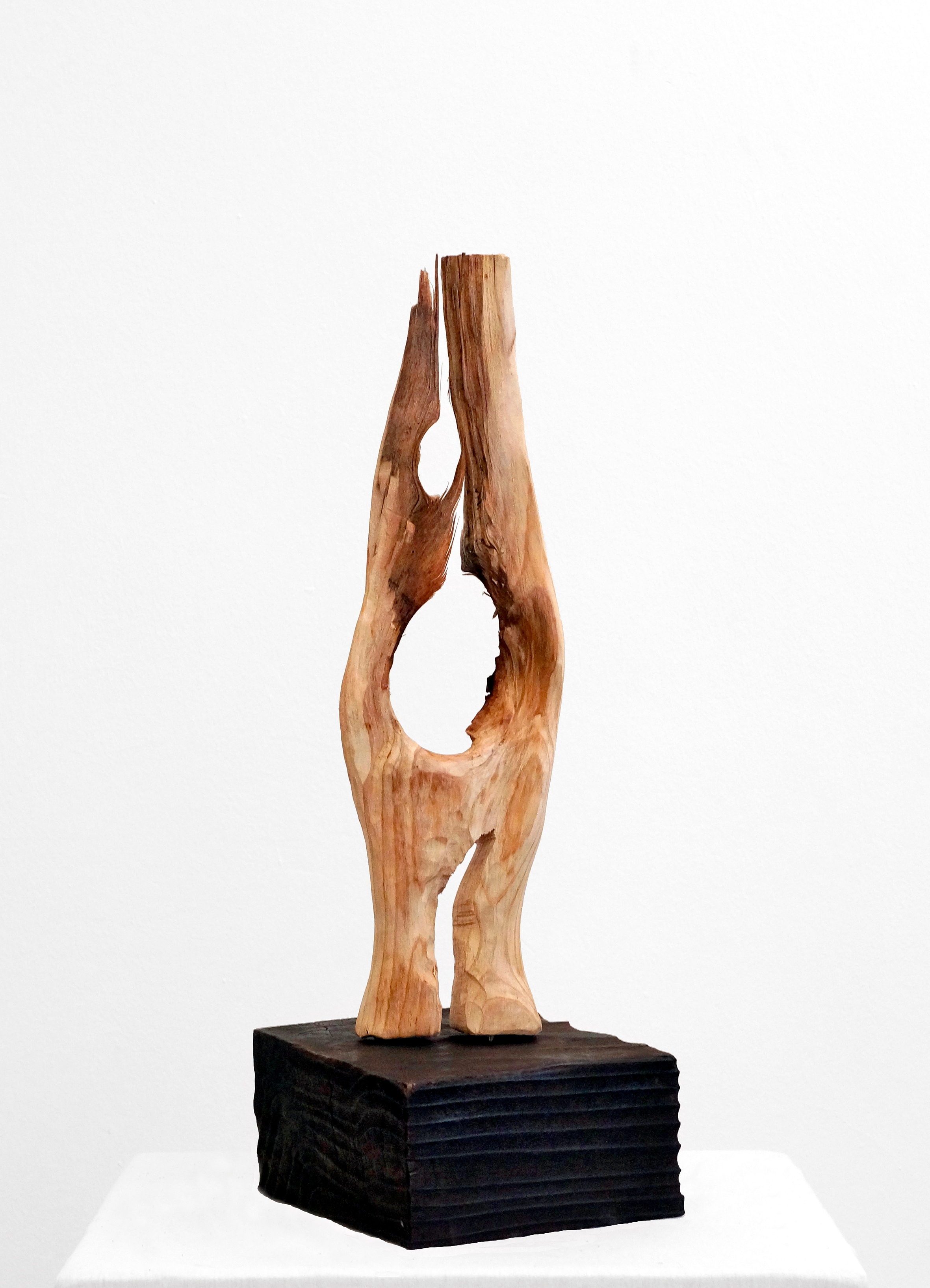
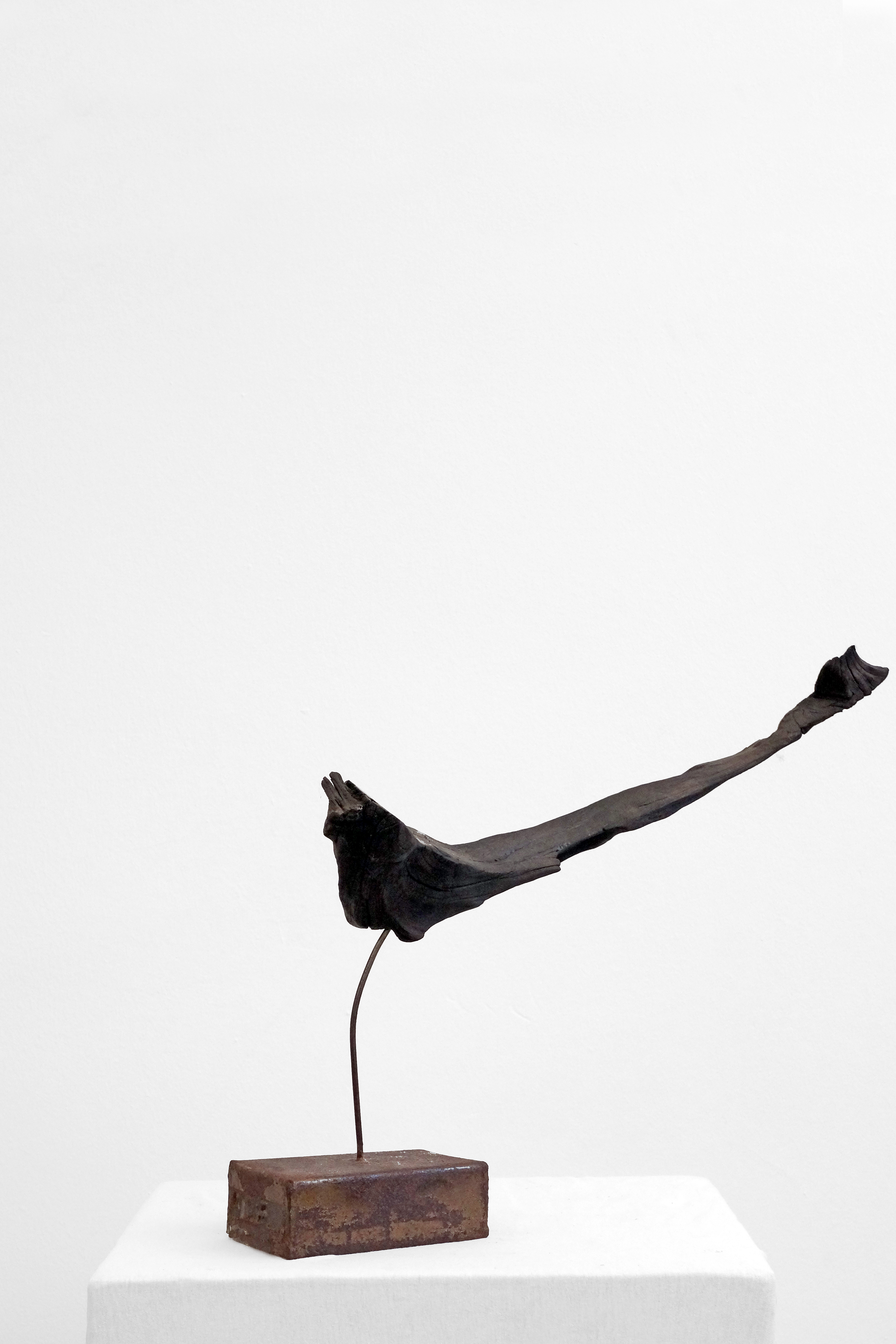

#### Zespoły
- SMC Unity[3]

Członkowie: Sofie St. Claire, Matthias Menck, Christoph Brüx
- Dolphin Sound[4]

Członkowie: Christoph Brüx, Matthias Menck

#### Dyskografia (wybór)[5][6]
| Rok  | Artysta                       | Tytuł                                   |
| ---- | ----------------------------- | --------------------------------------- |
| 1993 | SMC Unity                     | „Move’n Groove”                         |
| 1994 | SMC Unity                     | „Make It Happen”                        |
| 1995 | Matthias Reim                 | „Tina geht tanzen” (Anti-drug piosenki) |
| 1995 | Matthias Reim                 | „Ist das Liebe?”                        |
| 1995 | Matthias Reim                 | „Alles klar”                            |
| 1996 | Dolphin Sound                 | „The Circle”                            |
| 1997 | Matthias Reim                 | „Wenn du gehen willst, musst du gehen”  |
| 1997 | Matthias Reim                 | „Das erste Mal”                         |
| 1998 | Sweet Sour                    | „Pick A Number”                         |
| 2000 | The Underdog Project          | „Tonight”                               |
| 2001 | Double M.                     | Featuring Sophie* – „Friday Nite”       |
| 2001 | Brooklyn Bounce               | „Born To Bounce” (Music Is My Destiny)  |
| 2002 | Bro’Sis                       | „All I Wanna Know”                      |
| 2002 | Bro’Sis                       | „Let Me Know”                           |
| 2002 | The Underdog Project          | „I Can’t Handle It” (Alex K Mix)        |
| 2003 | The Underdog Project          | „Winter Jam”                            |
| 2003 | Vanessa S                     | „Shining”                               |
| 2003 | No Angels                     | „Angel of Mine” (Album Pure)            |
| 2004 | Novastar (2)                  | „Summerjam”                             |
| 2005 | 18auf12 feat. Gary Krosnoff   | „Back to St. Pauli”                     |
| 2006 | Tony Cook & The Trunk-O-Funk  | „Cash Advance”                          |
| 2007 | Alex Prinz u.a.               | „Try to write a lovesong” (Ambient)     |
| 2010 | 18auf12: 100 lat FC St. Pauli | „One Hundred Beers” (100 piw)           |

#### Filmografia
- Für die Familie (Dla rodziny) (Film krótkometrażowy – Niemcy 2004)
- Alina (Alina)[16] (serial telewizyjny – Niemcy 2005)
- Alinas Traum (Alinas dream) (Film telewizyjny – Niemcy 2005)
- TKKG – Der Club der Detektive (Niemiecki teleturniej)
- Niklas’ Theme[17]

#### Inne
- CD: Mentale Strategien für Ihren Erfolg (ang.: Mental strategies for Your Success)[18]
- Synth Power SM-MOT-02 (Yamaha SmartMedia card for Syntezator of the Yamaha Motif-series[19]

## Znani artyści współpracujący z Brüxem
| - No Angels - Matthias Reim - Bro’Sis - The Underdog Project - Brooklyn Bounce - Vanessa S. - Anke Engelke - Marc et Claude | - Double M. - Kool & The Gang - Matthias Menck - Thomas Hettwer - Tina Turner - Niklas Schmidt - David Hasselhoff - Bonnie Tyler | - Blümchen - Rainhard Fendrich - Anna David - Tony Cook - Moloko - Al Jarreau |